# Élections à l'Assemblée de Madrid de 1991
Les élections à l'Assemblée de Madrid de 1991 (en espagnol : Elecciones a la Asamblea de Madrid de 1991) se sont tenues le dimanche 26 mai 1991, afin d'élire les cent un députés de la troisième législature de l'Assemblée de Madrid.
Le scrutin est remporté par le Parti populaire de Madrid (PPM), mais celui-ci n'obtient qu'une majorité relative. Un accord entre la Fédération socialiste madrilène-PSOE (FSM-PSOE) et la Gauche unie (IU) permet à Joaquín Leguina d'être investi pour un troisième mandat.

## Contexte
Territoire à l'électorat modéré, la communauté de Madrid est un fief socialiste. En effet entre 1982 et 1986, le Parti socialiste ouvrier espagnol (PSOE) remporte la majorité absolue des suffrages aux élections législatives, autonomiques et municipales.
Toutefois, en 1986 et 1987, l'émergence du Centre démocratique et social (CDS) bouleverse cette situation. Ainsi lors des élections autonomiques du 10 juin 1987, la Fédération socialiste madrilène-PSOE (FSM-PSOE) perd 20 % de ses voix par rapport à 1983, tombe de 50,8 % à 39,1 % des exprimés et se contente de 40 députés sur 96 à l'Assemblée de Madrid, loin de la majorité absolue qu'elle détenait. C'est au CDS que ce recul profite, l'Alliance populaire (AP) étant promise à la stagnation, de même que la Gauche unie (IU). Alors que l'AP obtient 32 % des voix et 32 parlementaires, et qu'IU recueille 7,6 % des suffrages et 7 sièges, le CDS perce à 16,9 %, soit 17 députés.
Bien qu'il soit en mesure de favoriser un gouvernement minoritaire de l'AP, il choisit l'abstention lors du vote d'investiture, permettant à Joaquín Leguina d'entamer son deuxième mandat. Il change de position et soutient le chef de file du nouveau Parti populaire (PP) Alberto Ruiz-Gallardón lorsqu'il dépose une motion de censure en juin 1989. Leguina sauve son poste à une voix près, profitant des divisions au sein du parti conservateur.
Toutefois, lors des élections législatives anticipées du 29 octobre 1989, la donne change à nouveau : le PP obtient 34,2 % des voix et 12 députés sur 33. Le PSOE ayant remporté 33,5 % et autant de sièges, il est devancé pour la première fois depuis 1977. Avec un total de 11 %, le CDS se révèle pour sa part en perte de vitesse, puisqu'il cède trois points par rapport à 1986.

## Mode de scrutin
L'Assemblée de Madrid (en espagnol : Asamblea de Madrid) se compose de 101 députés, élus pour un mandat de quatre ans au suffrage universel direct, suivant le scrutin proportionnel à la plus forte moyenne d'Hondt. Le nombre d'élus n'est pas fixe puisque le statut d'autonomie prévoit que chaque député représente 50 000 habitants.
La communauté de Madrid constitue une circonscription unique. Seules les forces politiques – partis, coalitions, indépendants – ayant remporté au moins 5 % des suffrages exprimés au niveau du territoire régional participent à la répartition des sièges.

## Campagne

### Partis et têtes de liste
| Formation politique | Formation politique                                                       | Tête de liste             | Idéologie                                                      | Score en 1987              |
| ------------------- | ------------------------------------------------------------------------- | ------------------------- | -------------------------------------------------------------- | -------------------------- |
|                     | Fédération socialiste madrilène-PSOE Federación Socialista Madrileña-PSOE | Joaquín Leguina Président | Centre gauche Social-démocratie, progressisme                  | 39,1 % des voix 40 députés |
|                     | Parti populaire de Madrid Partido Popular de Madrid                       | Alberto Ruiz-Gallardón    | Centre droit Conservatisme, démocratie chrétienne, libéralisme | 32,0 % des voix 32 députés |
|                     | Centre démocratique et social Centro Democrático y Social                 | Carlos Revilla            | Centre Libéralisme                                             | 16,9 % des voix 17 députés |
|                     | Gauche unie Izquierda Unida                                               | Isabel Vilallonga         | Gauche Communisme, républicanisme                              | 7,6 % des voix 7 députés   |

## Résultats

### Scores
| Inscrits                                        | Inscrits                 | Inscrits                 | 3 837 680 |             |                       |                       |
| Abstentions                                     | Abstentions              | Abstentions              | 1 586 067 | 41,33 %     |                       |                       |
| Votants                                         | Votants                  | Votants                  | 2 251 613 | 58,67 %     |                       |                       |
|                                                 |                          |                          |           |             |                       |                       |
| Bulletins enregistrés                           | Bulletins enregistrés    | Bulletins enregistrés    | 2 251 613 |             |                       |                       |
| Bulletins blancs ou nuls                        | Bulletins blancs ou nuls | Bulletins blancs ou nuls | 38 141    | 1,69 %      |                       |                       |
| Suffrages exprimés                              | Suffrages exprimés       | Suffrages exprimés       | 2 213 472 | 98,31 %     | 101 sièges à pourvoir | 101 sièges à pourvoir |
|                                                 |                          |                          |           |             |                       |                       |
| Liste                                           | Tête de liste            |                          | Suffrages | Pourcentage | Sièges acquis         | Var.                  |
| Parti populaire de Madrid (PPM)                 | Alberto Ruiz-Gallardón   |                          | 956 865   | 43,23 %     | 47 / 101              | 15                    |
| Fédération socialiste madrilène-PSOE (FSM-PSOE) | Joaquín Leguina          |                          | 820 510   | 37,07 %     | 41 / 101              | 1                     |
| Gauche unie (IU)                                | Isabel Vilallonga        |                          | 270 558   | 12,22 %     | 13 / 101              | 6                     |
| Centre démocratique et social (CDS)             | Carlos Revilla           |                          | 75 081    | 3,39 %      | 0 / 101               | 17                    |
| Autres listes                                   | Néant                    |                          | 90 458    | 4,09 %      | 0 / 101               |                       |

### Analyse
Surgi en troisième position quatre ans plus tôt, le Centre démocratique et social disparaît de l'Assemblée de Madrid aussi brutalement, se repliant à son niveau des élections de 1983. Cet effondrement profite pleinement au Parti populaire, qui progresse de plus de dix points, franchit la barre des 40 %, passe nettement devant la Fédération socialiste madrilène-PSOE et se classe en première position, confirmant le basculement constaté aux élections générales. Toutefois, la bonne tenue des socialistes et la nette progression de la Gauche unie, qui dépasse les 10 % des suffrages exprimés pour la première fois, donne à l'Assemblée une nouvelle majorité de gauche.

### Conséquences
Le 11 juillet 1995, le socialiste Joaquín Leguina, président de la communauté de Madrid depuis 1983, est réélu pour un troisième mandat avec le soutien d'IU, par 54 voix contre 47, après un débat tendu avec le conservateur Alberto Ruiz-Gallardón.